# Prades (kommun)
Prades är en kommun i Spanien.   Den ligger i provinsen Província de Tarragona och regionen Katalonien, i den östra delen av landet, 400 km öster om huvudstaden Madrid. Antalet invånare är 651. Arean är 33 kvadratkilometer. Prades gränsar till Vallclara, Mont-ral, Vimbodí i Poblet, Vilanova de Prades, Capafonts, La Febró och Cornudella de Montsant. 
Terrängen i Prades är huvudsakligen lite kuperad.